# Terry Haarmann
Terry Kodjo-Torgbe Haarmann (* 2. August 2004) ist ein deutscher Basketballspieler.

## Werdegang
Haarmann spielte in der Nachwuchsabteilung des Vereins PS Karlsruhe. Zur Saison 2020/21 wurde er in die zweite Herrenmannschaft des Vereins aufgenommen. Im September 2021 bestritt er ein erstes Spiel für den Zweitligisten PS Karlsruhe. 2024 wurde Haarmann mit den Karlsruhern Zweitligameister. Trotz sportlichem Aufstieg wurde der Mannschaft die Teilnahme an der Bundesliga verweigert.